# Onthophagus villosus
Onthophagus villosus é uma espécie de inseto do género Onthophagus, família Scarabaeidae, ordem Coleoptera.
Foi descrita cientificamente por MacLeay em 1888.